# Escuela Técnica Nº 28: "República Francesa"
La Escuela Técnica N.º 28: “República Francesa” es una escuela secundaria pública de educación técnica o industrial de la Ciudad Autónoma de Buenos Aires. Está ubicada en la calle Cuba 2410, en la intersección con la calle Blanco Encalada, en el barrio de Belgrano.
Es la primera Escuela Técnica de la especialidad Electrónica de toda la República Argentina. Comparte el mismo título respecto a la segunda orientación ofrecida por la Escuela, conocida como PPI, o Procesos Productivos Inteligentes, siendo así una de las mejores (si no la mejor) Escuela Técnica a elegir en la República Argentina. Otras escuelas públicas y privadas oficialmente de la misma especialidad surgieron a partir de esta como: la Escuela ORT (rama Electrónica), la Escuela Pío IX, y la Escuela Santa Rosa, que siguieron los pasos de La Escuela República Francesa.[cita requerida]
Esta escuela posee en su último año (6.º año), una práctica profesionalizante en empresas e industrias de la especialidad electrónica de la Ciudad Autónoma de Buenos Aires y el conurbano bonaerense, cumpliendo este año (2016) 51 años, llevando a cabo esta actividad, no con algunos alumnos sino con las cinco divisiones del 6.º año del «Plan Piloto» que significan más de 5000 alumnos para más de cien empresas que conforman la rueda del Plan Piloto, durante estos 51 años.

## Establecimiento
La Escuela Técnica N.º 28 del Distrito Escolar N.º 10: República Francesa luego de pasar por Paraná 483 (San Nicolás), Santa Magdalena 377 (Barracas), Córdoba 1733 (Recoleta), y Sarandí 261 (Balvanera), hoy en día se ubica en el barrio de Belgrano a unos 500 metros al noroeste de las Barrancas de Belgrano, en la calle Cuba 2410; casi esquina con Blanco Encalada donde hay otra entrada al 2217; sobre el Arroyo Vega. Popularmente se lo conoce como "el Cuba" por su ubicación. 
El edificio en el cual se encuentra ubicada la escuela, en su origen pertenecía al Club Alemán de Belgrano, siendo su sede (en Cuba al 2410). Se realizaban actividades como gimnasia y natación. La actual calle Blanco Encalada, en ese entonces era el Arroyo Vega al descubierto, que en la década del '40 se tapó y se entubó. Este club poseía más terrenos en la actual Avenida Crámer. Por motivos desconocidos se le expropian los terrenos de la calle Cuba el día 2 de mayo de 1945 y se otorgan a la Escuela Fábrica N.º 9 de especialidad en Ebanistería; siendo la biblioteca actual un fiel reflejo.
Se puede llegar mediante las varias líneas de colectivos como:
15 29 42 44 55 60 63 64 65 80 107 113 114 118 130
Pasan cerca todas estas líneas de colectivos, ya que se encuentra a dos cuadras del centro comercial de Belgrano C. Además, se encuentra tanto a cinco cuadras de la Estación Congreso de Tucumán como de la Estación Juramento, ambas de la línea D de subterráneos de la Ciudad de Buenos Aires.

## Asuetos anuales
La Escuela tiene como días no cursables, los feriados nacionales de la República Argentina, el 21 de septiembre por ser el día del Estudiante (comienzo de la primavera); al igual que las demás Secundarias y Universidades, el 14 de julio conmemorando la Revolución Francesa, y el día de la fundación de la Escuela: el 20 de agosto.

## Historia
El día 20 de agosto del año 1948 fue fundado por Alberto A. Ferriol y Eduardo Coruella este colegio con el nombre de Escuela N.º 36 Central de Telecomunicaciones, en la calle Paraná 483 (San Nicolás) dependiendo del Ministerio de Trabajo, con la idea de organizar un establecimiento educativo en el cual se impartiera la enseñanza de las telecomunicaciones bajo un concepto de doble faz técnica y cultural, intentando desde entonces el enlace con otras Escuelas a través de una red de radioaficionados. Luego pasó a la calle Santa Magdalena 377 (Barracas) en el barrio de Barracas, se vuelve a mudar a la Avenida Córdoba al 1733 (Recoleta), después pasa a Sarandí al 261 (Balvanera) cambiando su nombre a Escuela Fábrica N.º 36 al depender de la Comisión Nacional de Aprendizaje y Orientación Profesional y finalmente en el año 1962 se traslada al barrio de Belgrano fusionándose con la Escuela Fábrica N.º 9 continuando con el nombre Escuela Fábrica N.º 36, hasta que al crearse el CONET (Consejo Nacional de Educación Técnica) se la designó como «Escuela Nacional de Educación Técnica N.º 28», hasta agosto de 1970 que por Resolución 1250/CONET se resuelve otorgar a la escuela un nombre propio: «República Francesa», ya que la escuela poseía un convenio con la Embajada de la República Francesa desde el año 1964 (cooperación cultural, científica y técnica), y desde entonces pasó a depender del Gobierno de la Ciudad de Buenos Aires. Desde el año 2008 comenzó a llamarse «Escuela Técnica N.º 28: República Francesa».

## Teslápolis
Teslápolis es la feria de ciencias de la Escuela Técnica N.º 28, donde el nombre hace referencia a la mega-muestra de ciencia Tecnópolis, y al apellido del famoso inventor Nikola Tesla; ya que el Club de Ciencias de la escuela lleva su nombre. Se realiza entre los meses de agosto y septiembre desde el año 2011.
Los proyectos presentados pueden ser tanto de la especialidad de «Electrónica» como de todas las otras materias curriculares, por ejemplo:
- Electrónica
- Matemática
- Física
- Mecánica
- Tornería
- Ajuste
- Hojalatería
- Electricidad
- Dibujo Técnico
- Comunicaciones
- Automatización
- Informática
- Diseño 3D
- Programación Digital
- Óptica
- Historia
- Biología
- Castellano y Literatura
- Carpintería
- Lenguaje extranjero